# کنی چزنی
کنث آرنولد «کنی» چزنی (به انگلیسی: Kenneth Arnold "Kenny" Chesney) (زادهٔ ۲۶ مارس ۱۹۶۸) خواننده آمریکایی سبک کانتری است. تاکنون بیش از ۳۰ میلیون نسخه از آلبوم‌های او به فروش رفته است.

## زندگی شخصی
کنی چزنی در ۹ مه ۲۰۰۵ با رنی زلوگر ازدواج کرد. آن‌ها در دسامبر همان سال از یکدیگر جدا شدند.